# Мейснеры
Мейснеры (нем. von Meißner) — дворянский род.
Род польского происхождения, восходящий к XVI в. Андрей-Иоахим-Товия Мейснер переселился в Россию при Алексее Михайловиче, был переводчиком посольского приказа, ездил при посольствах в Испанию и Францию (1687).
Его сын и внук были военными инженерами, а правнук Яков Иванович (1755—1823) — начальником астраханского инженерного округа (1811-15). Род Мейснер внесен во II ч. родословной книги Новгородской губернии.
- Мейснер, Алексей Яковлевич (1805—1881) — поэт-переводчик. В 20-х и 30-х годах помещал много оригинальных и переводных стихотворений в разных период. изданиях; большая их часть вошла в отдельно изданную книгу его «Стихотворений» (СПб., 1836). Позднее усердно, но не особенно удачно переводил Гейне[1].
- Мейснер, Дмитрий Иванович (1899—1980) — русский политик и белоэмигрант, автор книги «Путь эмигранта» (М., 1963 и 1966).

## Описание герба
В золотом поле на зеленом холме три зеленых листа на черенках, веером. Щит увенчан дворянским шлемом с золото-зеленым бурелетом. Нашлемник — два зеленых листа между двух золотых орлиных крыльев. Намет зеленый с золотом.
Герб Мейснера внесен в Часть 17 Общего гербовника дворянских родов Всероссийской империи, стр. 33
Герб Мейснеров внесен в Часть 21 Общего гербовника дворянских родов Всероссийской империи, стр. 43